# Rebecca Mwangi
Rebecca Mwangi, née le 15 juin 2001, est une athlète kenyane spécialiste de course de fonds et du marathon,. Elle remporte la médaille d'argent aux Championnats d'Afrique d'athlétisme 2024,.

## Éducation
Elle fait ses études secondaires au Japon au Lycée de Koyokan. Sur le plan sportif, elle intègre l'équipe Ekiden avec laquelle elle participe à plusieurs tournois.

## Carrière
En 2020, lors des 68e des All Japan Corporate Teams Championships tenus au stade préfectoral de Kumagaya, elle obtient la médaille d'or sur le 5 000 mètres. 
L'année suivante, elle participe à trois compétions au Japon. A l'issue de celles-ci, elle obtient la médaille d'argent et d'or aux 3e et 4e éditions du Chugoku Long Distance Meeting à Miyoshi et à Kure aux 5 000 mètres et 10 000 mètres et la médaille d'argent sur les 5 000 mètres aux 69e des All Japan Corporate Teams Championships à Osaka. 
En 2022, Rebecca concoure à l'Hiroshima Prefectural National Athletic Meet à Hiroshima et obtient la médaille d'argent au 3 000 mètres.
En 2023, elle remporte la médaille d'or aux 3 000 mètres à la Chugoku Corporate Athletics Championship à Miyoshi et la médaille d'argent lors de la 57e commémoration d'Oda Mikio à Hiroshima au Japon.
En 2024 lors des Championnats d'Afrique d'athlétisme 2024 à Douala au Cameroun, elle remporte la médaille d'argent aux 10 000 mètres,.
Sur le classement mondial en 2024, Rebecca occupe la 118e place au 10 000 mètres, la même place aux 5 000 mètres et la 2084e place au classement général féminin.

## Palmarès
| Dates | Compétitions                                 | Lieu      | Médailles | Epreuve  | Temps    |
| ----- | -------------------------------------------- | --------- | --------- | -------- | -------- |
| 2024  | Championnats d'Afrique d'athlétisme          | Douala    | Argent    | 10 000 m | 36:56:69 |
| 2023  | Chugoku Corporate Athletics Championship     | Miyoshi   | Or        | 3 000 m  | 8:53:16  |
| 2023  | Commémoration d'Oda Mikio                    | Hiroshima | Argent    | 5 000 m  | 15:23:16 |
| 2022  | Hiroshima Prefectural National Athletic Meet | Hiroshima | Argent    | 3 000m   | 8:52:92  |
| 2021  | Chugoku Long Distance Meeting                | Kure      | Or        | 10 000 m | 32:05:77 |
| 2021  | Chugoku Long Distance Meeting                | Miyoshi   | Argent    | 5000 m   | 15:19:07 |
| 2021  | All Japan Corporate Teams Championships      | Osaka     | Argent    | 5 000 m  | 14:57:32 |
| 2020  | All Japan Corporate Teams Championships      | Kumagaya  | Or        | 5 000 m  | 14:55:32 |